# Christin Kristoffersen
Christin Kristoffersen (Harstad, 28 d'agost de 1973) és una política noruega del Partit Laborista (Ap). Des del 2011 és alcaldessa de Longyearbyen, la capital de Svalbard, Noruega.